# Pośrednia Krywańska Turnia
Pośrednia Krywańska Turnia (słow. Prostredná Krivánska veža) – turnia o wysokości 2084 m n.p.m. znajdująca się w Krywańskiej Grani w słowackiej części Tatr Wysokich. Od Zadniej Krywańskiej Turni na południowym wschodzie oddzielona jest Wyżnią Krywańską Szczerbiną, a od wznoszącej się na północ Skrajnej Krywańskiej Turni oddziela ją Skrajna Krywańska Szczerbina. Do doliny Niewcyrki obrywa się wąską ścianą. Przecina ją szeroki, trawiasto-piarżysty zachód, ciągnący się w kierunku Skrajnej Krywańskiej Szczerbiny.
Pierwszego znanego wejścia na Pośrednią Krywańską Turnię dokonali Alfred Martin i przewodnik Johann Franz senior 20 września 1907, podczas wspinaczki Krywańską Granią.
Współcześnie wspinaczka w całym masywie Krywania nie jest dozwolona, z wyjątkiem północnej ściany Ramienia Krywania w okresie zimowym (od 21 grudnia do 20 marca).